# Ernest Brunnarius
Ernest Brunnarius, né le 10 février 1857 à Paris et décédé le 10 février 1901 au Mont Mirantin, est un architecte français.

## Biographie
Ernest Brunnarius est issu d'une famille de négociants. Il sort des Beaux-Arts de Paris en 1874.
Il mène la construction de l'orphelinat Lauderdale à Puteaux et la villa Caesar (68 boulevard Carnot, alors propriété de Pierre-François Lardet, aujourd'hui La Louisiane).
De 1889 à 1892, Ernest Brunnarius réalise les Anciens magasins de vente des faïenceries de Choisy-le-Roi rue de Paradis à Paris pour Faïence de Choisy-le-Roi de la famille Boulenger.
Ernest Brunnarius conduit les travaux de surélévation et d'agrandissement du Grand Hôtel des Bains en 1898, ce qui le fait entrer dans la Société des Eaux pour laquelle il lance les travaux des Bains d'Évian (devenu Palais Lumière) en 1900, année durant laquelle il entreprend les chantiers de manutention de la source Cachat,.
Fan d'alpinisme, il est membre du Club alpin français et dessine son écusson en 1898. Il meurt le jour de son 44e anniversaire dans une avalanche de neige alors qu'il gravissait le Mont Mirantin. Il avait gravi plus de 60 sommets supérieurs à 3 000 mètres,.
Son corps est retrouvé et rapporté à Paris. Il est inhumé au Temple des Batignolles et enterré au cimetière de Le Vésinet.

## Vie privée
Ernest Brunnarius était marié et avait 6 enfants.